# Bougival (Vlaminck)
Pour les articles homonymes, voir Bougival.
Bougival est un tableau réalisé par le peintre français Maurice de Vlaminck vers 1905. De format horizontal, cette huile sur toile est un paysage qui représente Bougival, dans ce qui est aujourd'hui le département des Yvelines. Usant des couleurs vives du fauvisme, sa composition est structurée en différents plans où dominent respectivement le rouge du promontoire d'où est prise la vue, le jaune de la végétation en contrebas, le vert de la forêt au-delà des habitations et enfin le bleu de la Seine, de l'horizon et du ciel. L'œuvre est conservée depuis 1985 au musée d'Art de Dallas, à Dallas, au Texas, dans le Sud des États-Unis.